# Río Caribe
Río Caribe é uma cidade venezuelana, capital do município de Arismendi (Sucre).